# Élection présidentielle philippine de 1986
L'élection présidentielle philippine de 1986 se déroule le 7 février. Cette élection anticipée est déclenchée par Ferdinand Marcos, qui dirige autoritairement le pays depuis l'instauration de la loi martiale en 1972. Face à lui, l'ensemble des partis pro-démocratie se réunissent sous la bannière de Corazon Aquino, la veuve du sénateur Benigno Aquino assassiné en 1983. Marcos est tout d'abord donné gagnant, mais des faits de fraude électorale entraînent une large contestation dans tout le pays qui aboutit à la fin du règne autoritaire de Marcos, auquel succède Corazon Aquino, première présidente des Philippines, après révision du résultat des élections.

## Système électoral
Le président des Philippines est élu au scrutin uninominal majoritaire à un tour pour un mandat de six ans non renouvelable. Les candidats à la présidence se présentent en parallèle de leur colistiers candidats à la vice-présidence. En cas de décès, de destitution ou d'incapacité permanente du président, le vice-président termine son mandat. Si la durée de ce remplacement est supérieure à quatre ans, le vice président est soumis à la même interdiction de réélection.
Les élections présidentielle et vice-présidentielle philippines ont pour particularité d'être organisées le même jour mais sur des bulletins séparés, permettant ainsi aux électeurs de voter pour un président tout en votant pour un vice-président qui ne soit pas nécessairement son colistier. Les deux élus peuvent par conséquent être de bords politiques différents.
Les candidats à l'élection doivent être citoyens des Philippines depuis leur naissance, résider sur l'archipel depuis au moins dix ans au moment de l’élection, être âgés de quarante ans ou plus, être inscrits sur les listes électorales, et être capables de lire et écrire. Les élections ont lieu sous la supervision de la Commission des élections des Philippines (COMELEC).